# فاديس اودجيدجا اوفوي
فاديس اودجيدجا اوفوي (21 فبراير 1989 غنت بلجيكا - ) هو لاعب كرة قدم بلجيكي، يلعب كلاعب وسط.

## مسيرته الكروية
لعب فاديس اودجيدجا اوفوي خلال مسيرته الاحترافية مع 9 أندية في تسعة عشر موسمًا وسجل خلالها 37 هدفًا ضمن 319 مباراة. حيث فاز في موسمين بالكأس وفي موسمين بالدوري.
خاض فاديس اودجيدجا اوفوي مسيرته مع نادي رويال أندرلخت في موسم 2006–07 ولمدة موسمين، مشاركًا في 3 مباريات سجل خلالها هدفًا واحدًا. ثم انتقل إلى نادي هامبورغ 2 ‏ في موسم 2007–08 ولمدة موسمين، حيث شارك في 12 مباراة ولم يسجل أي هدف. لينتقل بعدها إلى نادي كلوب بروج في موسم 2008–09 ليلعب معه سبعة مواسم، مشاركًا في 181 مباراة سجل خلالها 22 هدفًا. ثم انتقل إلى نادي نورويتش سيتي في موسم 2014–15 ولمدة موسمين، مشاركًا في 15 مباراة ولم يسجل أي هدف. هذا وانتقل لاحقًا إلى نادي ليغيا وارسو في موسم 2016–17 لمدة موسم واحد، مشاركًا في 31 مباراة سجل خلالها 4 أهداف. ثم انتقل بعدها إلى نادي أولمبياكوس في موسم 2017–18 لمدة موسم واحد، مشاركًا في 17 مباراة سجل خلالها هدفين. ليعود وينتقل من جديد، لكن هذه المرة إلى نادي غينت في موسم 2018–19 ولمدة موسمين، مشاركًا في 54 مباراة سجل خلالها 7 أهداف.

## روابط خارجية
- فاديس اودجيدجا اوفوي على موقع الاتحاد الدولي (مؤرشف)  (الإنجليزية)
- فاديس اودجيدجا اوفوي على موقع الاتحاد الأوربي (الإنجليزية)
- فاديس اودجيدجا اوفوي على موقع الاتحاد البلجيكي (الإنجليزية)
- فاديس اودجيدجا اوفوي على موقع قاعدة بيانات كرة القدم.إي يو (الإنجليزية)
- فاديس اودجيدجا اوفوي على موقع بيانات كرة القدم. دي إي (الألمانية)
- فاديس اودجيدجا اوفوي على موقع ناشيونال فوتبول تيمز (الإنجليزية)
- فاديس اودجيدجا اوفوي على موقع Soccerbase.com (لاعب) (الإنجليزية)
- فاديس اودجيدجا اوفوي على موقع Soccerway.com (الإنجليزية)
- فاديس اودجيدجا اوفوي على موقع عالم كرة القدم.نت (الإنجليزية)
- فاديس اودجيدجا اوفوي على موقع أوليمبيديا (الإنجليزية)